# Oddar Meancheay
Oddor Meanchey, hay phát âm là Ốt-đo Miên-chây, là một tỉnh của Campuchia. Thủ phủ là Samraong. Tỉnh này nằm giáp biên giới với hai tỉnh của Thái Lan là Sisaket và Buriram
Chỉ có 2.6% số hộ ở Oddor Meancheay được dùng điện.
Tỉnh này được chia ra thành 5 huyện:
- 2201 Anlong Veng
- 2202 Banteay Ampil
- 2203 Chong Kal
- 2204 Samraong
- 2205 Trapeang Prasat